# Вакуумное напыление

Молекулярный уровень процесса вакуумного напыления — модель

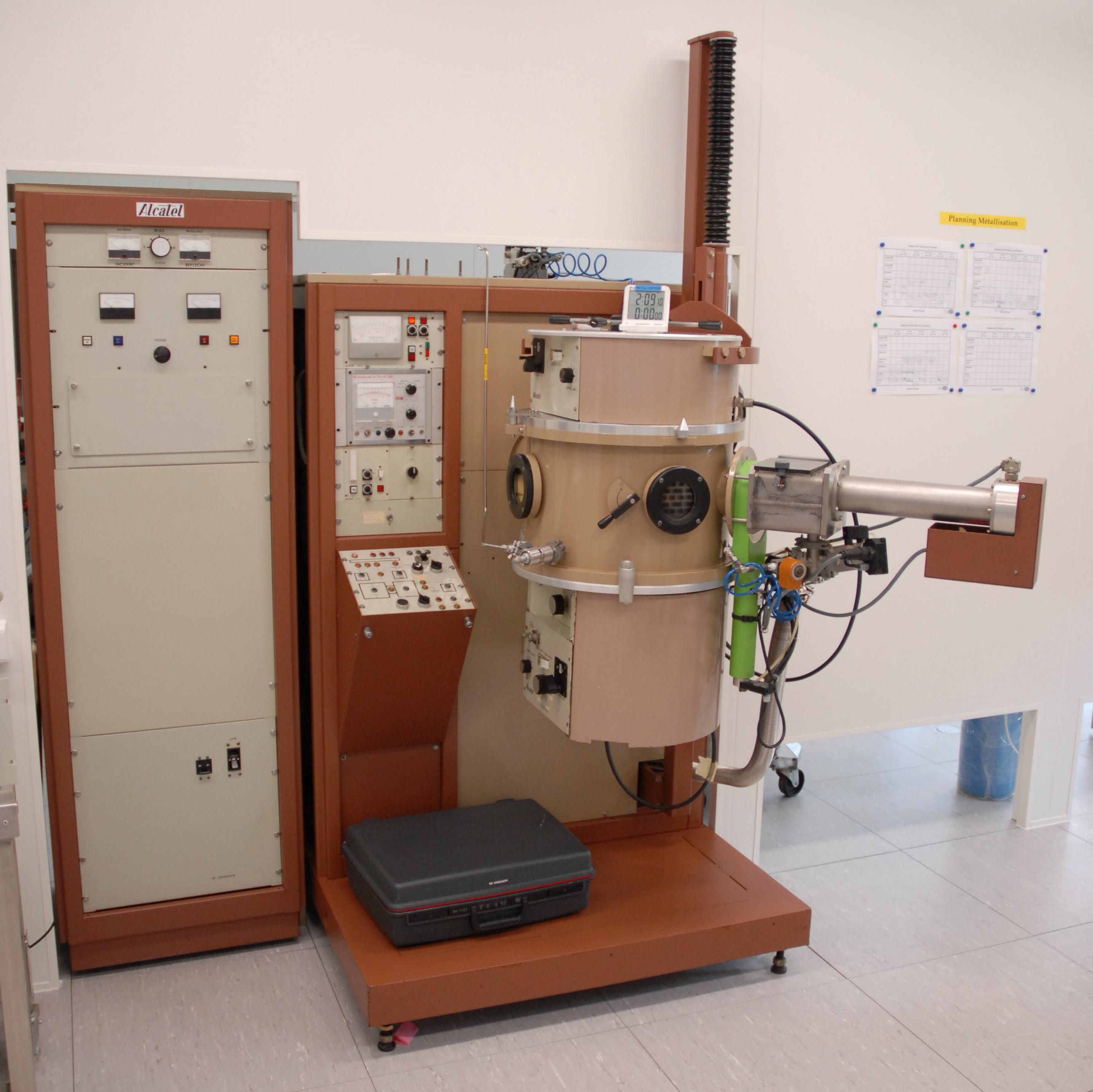
Установка для вакуумного напыления

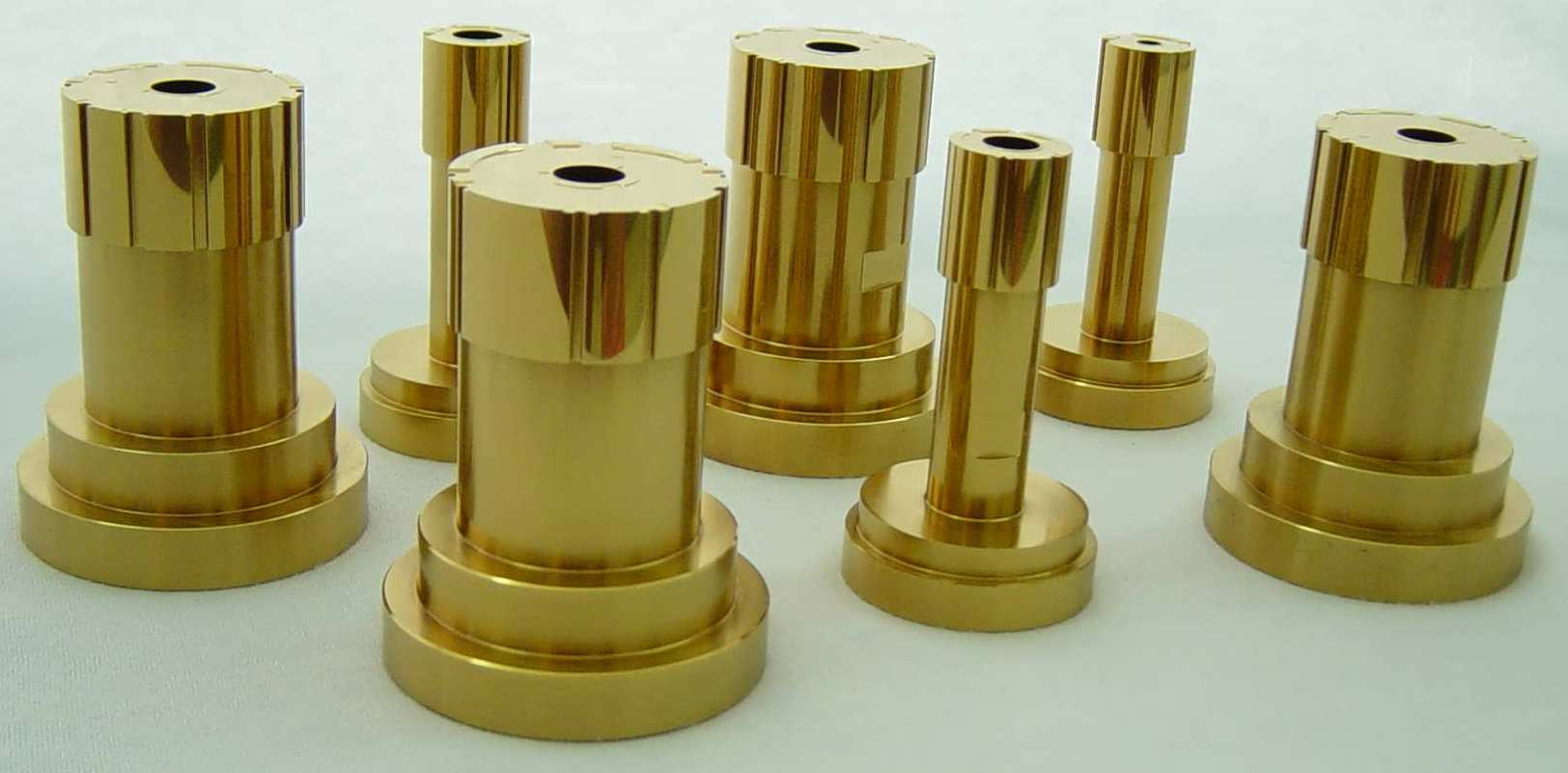
Детали с покрытием из нитрида титана, полученным вакуумным напылением с электродуговым нагревом

Вакуумное напыление (англ. physical vapor deposition, PVD; напыление конденсацией из паровой (газовой) фазы) — группа методов напыления покрытий (тонких плёнок) в вакууме, при которых покрытие получается путём прямой конденсации пара наносимого материала.
Различают следующие стадии вакуумного напыления:
1. Создание газа (пара) из частиц, составляющих напыление;
2. Транспорт пара к подложке;
3. Конденсация пара на подложке и формирование покрытия;

## Введение
К группе методов вакуумного напыления относятся перечисленные ниже технологии, а также реактивные варианты этих процессов.
- Методы термического напыления:
  - Испарение электронным лучом (англ. electron beam evaporation, electron beam physical vapor deposition, EBPVD[англ.]);
  - Испарение лазерным лучом (англ. pulsed laser deposition, pulsed laser ablation).
- Испарение вакуумной дугой (англ. cathodic arc deposition, Arc-PVD): материал испаряется в катодном пятне электрической дуги.
- Эпитаксия молекулярным лучом (англ. molecular beam epitaxy)
- Ионное распыление (англ. sputtering): Исходный материал распыляется бомбардировкой ионным потоком и поступает на подложку.
  - Магнетронное распыление (англ. magnetron sputtering)
  - Напыление с ионным ассистированием[англ.] (англ. ion beam assisted deposition, IBAD)
- Ионно-лучевое напыление[англ.]

- Сфокусированный ионный пучок

## Применение
Вакуумное напыление применяют для создания на поверхности деталей, инструментов и оборудования функциональных покрытий — проводящих, изолирующих, износостойких, коррозионно-стойких, эрозионностойких, антифрикционных, антизадирных, барьерных  и т. д Процесс используется для нанесения декоративных покрытий, например при производстве часов с позолотой и оправ для очков. Один из основных процессов микроэлектроники, где применяется для нанесения проводящих слоёв (металлизации). Вакуумное напыление используется для получения оптических покрытий: просветляющих, отражающих, фильтрующих.
Материалами для напыления служат мишени из различных материалов, металлов (титана, алюминия, вольфрама, молибдена, железа, никеля, меди, графита, хрома), их сплавов, соединений (SiO2,TiO2,Al2O3). В технологическую среду может быть добавлен химически активный газ, например ацетилен (для покрытий, содержащих углерод); азот, кислород. Химическая реакция на поверхности подложки активируется нагревом, либо ионизацией и диссоциацией газа той или иной формой газового разряда. 
С помощью методов вакуумного напыления получают покрытия толщиной от нескольких ангстрем до нескольких десятков микрон, обычно после нанесения покрытия поверхность не требует дополнительной обработки.